# Петруччи, Чезаре
Чезаре Петруччи — флорентийский государственный деятель, последовательный сторонник синьории Медичи. Гонфалоньер справедливости Флорентийской республики весной 1478 года. Активный участник подавления заговора Пацци.

## Подеста Прато
Заметная политическая карьера Чезаре Петруччи началась после того, как по настоянию флорентийского правительства он был избран на должность подеста небольшого города Прато, что в десяти милях к югу от Флоренции. Весной 1470 года, когда город был захвачен заговорщиками, намеревавшимися свергнуть власть Медичи во Флоренции, подеста Петруччи был взят ими под стражу. Предводитель мятежников Бернардо Нарди вначале намеревался публично повесить Петруччи, однако Чезаре быстро сумел втереться к нему в доверие. Вскоре же местное ополчение оказало сопротивление заговорщикам, которые были частью перебиты, а частью захвачены в плен. Подеста был освобожден. По приказу Петруччи главари мятежа были повешены на городской площади, а Нарди под конвоем отправлен во Флоренцию. Благодаря своей роли в подавлении этого мятежа, Чезаре Петруччи был замечен синьором Флоренции Лоренцо Медичи, что определило всё дальнейшее развитие его политической карьеры.

## Гонфалоньер справедливости
Весну 1478 года Чезаре встретил уже в должности формального главы Флорентийской республики — Гонфалоньера справедливости. Именно в его правлении разворачивались драматические события, известные в истории как заговор Пацци. 26 апреля 1478 года гонфалоньер справедливости мирно обедал вместе с приорами в своей резиденции — Палаццо делла Синьория, когда на приём неожиданно явился архиепископ Пизы Франческо Сальвиати (давний враг Медичи), якобы со срочным посланием папы. Встретив архиепископа в главном зале приёмов, Петруччи вскоре понял, что Франческо ведёт себя крайне подозрительно, и приказал позвать стражу. Архиепископ пытался позвать прибывших с ним вооружённых наёмников, однако те оказались заблокироваными в канцелярии. Один из спутников архиепископа, литератор Якопо Браччолини бросился на гонфалоньера с оружием, но Чезаре схватил его за волосы и швырнул на пол, после чего взял кухонный вертел и оборонялся им. Когда наёмники Сальвиати прорвались из канцелярии, Петруччи со своими сторонниками заперлись в башне и начали бить в колокол. На Пьяцца делла Синьория собрались встревоженные звоном колокола граждане, а также появились другие участники заговора Пацци, в которых Петруччи и его сторонники из башни начали швырять камни. Тем временем ко дворцу подоспела группа вооружённых сторонников Медичи, которые быстро расправились с перуджийскими наёмниками архиепископа. Когда уже стало ясно, что заговор провалился, одержимая жаждой мести толпа начала выискивать по городу заговорщиков и их сторонников. Раненого Франческо Пацци нашли в его дворце, раздетого вытащили из постели и поволокли в Палаццо делла Синьория. Здесь гонфалоньер Чезаре Петруччи сразу приговорил его к повешению. На шею Франческо Пацци набросили петлю, другой конец верёвки привязали к металлическому подоконнику и выбросили заговорщика наружу под восторженный рёв толпы. Следующим привели архиепископа Франческо Сальвиати. Петруччи также приговорил его к повешению. Прямо в пурпурной архиепископской мантии ему набросили на шею петлю и со связанными руками также выбросили из окна. Болтаясь в петле, архиепископ в предсмертной агонии пытался освободиться и впился зубами в висящее рядом голое тело Франческо Пацци.
Узнав о случившемся, папа Сикст IV, благословивший заговорщиков на свержение Медичи, разразился буллой, отлучившей Лоренцо Медичи от церкви и предавшей его анафеме. Гонфалоньер Петруччи и приоры также были прокляты, вся их собственность была объявлена конфискованной в пользу церкви, а дома должны были быть сравнены с землёй. Папское проклятие не вызвало во Флоренции ничего, кроме недоброй усмешки.